# Лафонт, Роберт
Лафонт, Роберт (фр. Robert Lafont; Ним, 16 марта 1923[…], Ним — 24 июня 2009[…], Флоренция) — французский писатель,  поэт, публицист и историк литературы. Защитник самобытности Окситании. Писал на французском и окситанском языках.
Роберт Лафонт известен как один из самых видных защитников исторической, культурной и лингвистический самобытности Окситании во второй половине XX века. До 1986 года он работал преподавателем окситанского языка в университете Монпелье. Также в течение многих лет возглавлял Институт исследования Окситании.

## Творческое наследие и взгляды
Творческое наследие Роберта Лафонта многогранно и включает в себя сборники стихов, пьесы, исследования окситанской литературы и публицистические произведения. В последних Лафонт настойчиво защищал самобытность родной Окситании, критиковал культурную политику Франции, обвиняя её в «внутреннем колониализме». Кроме произведений на окситанском и французском языках, Лафонт написал несколько работ на каталанском и итальянском, которыми также владел в совершенстве.